# Rally van Sardinië 2008
De Rally van Sardinië 2008, formeel 5º Rally d'Italia Sardegna, was de 5e editie van de Rally van Sardinië en de zesde ronde van het wereldkampioenschap rally in 2008. Het was de 445e rally in het wereldkampioenschap rally die georganiseerd wordt door de Fédération Internationale de l'Automobile (FIA). De start en finish was in Olbia.

## Programma
| Etappe | Datum           | Klassementsproeven | Competitieve afstand |
| ------ | --------------- | ------------------ | -------------------- |
| 1      | Vrijdag 16 mei  | 6                  | 131,56 kilometer     |
| 2      | Zaterdag 17 mei | 6                  | 134,60 kilometer     |
| 3      | Zondag 18 mei   | 5                  | 78,57 kilometer      |
|        |                 |                    |                      |
| Totaal | Totaal          | 17                 | 344,73 kilometer     |

## Resultaten
| Algemene top tien | Algemene top tien | Algemene top tien        | Algemene top tien                  | Algemene top tien | Algemene top tien | Algemene top tien | Algemene top tien |
| Pos.              | #                 | Rijder                   | Auto                               | Gr/kl             | Tijd              | Eerste            | Punten            |
| Pos.              | #                 | Navigator                | Inschrijving                       | C                 | Straftijd         | Vorige            | Punten            |
| ----------------- | ----------------- | ------------------------ | ---------------------------------- | ----------------- | ----------------- | ----------------- | ----------------- |
| 1.                | 1                 | Sébastien Loeb           | Citroën C4 WRC                     | A8                | 3:57:17,2         | 0:00              | 10                |
| 1.                | 1                 | Daniel Elena             | Citroën Total WRT                  | C                 |                   | =                 | 10                |
| 2.                | 3                 | Mikko Hirvonen           | Ford Focus RS WRC 07               | A8                | 3:57:27,8         | + 10,6            | 8                 |
| 2.                | 3                 | Jarmo Lehtinen           | BP Ford Abu Dhabi World Rally Team | C                 |                   | + 10,6            | 8                 |
| 3.                | 4                 | Jari-Matti Latvala       | Ford Focus RS WRC 07               | A8                | 3:57:32,5         | + 15,3            | 6                 |
| 3.                | 4                 | Miikka Anttila           | BP Ford Abu Dhabi World Rally Team | C                 |                   | + 4,7             | 6                 |
| 4.                | 7                 | Gigi Galli               | Ford Focus RS WRC 07               | A8                | 3:58:59,7         | + 1:42,5          | 5                 |
| 4.                | 7                 | Giovanni Bernacchini     | Stobart VK Ford Rally Team         | C                 |                   | + 1:27,2          | 5                 |
| 5.                | 2                 | Daniel Sordo             | Citroën C4 WRC                     | A8                | 3:59:22,8         | + 2:05,6          | 4                 |
| 5.                | 2                 | Marc Martí               | Citroën Total WRT                  | C                 |                   | + 23,1            | 4                 |
| 6.                | 6                 | Chris Atkinson           | Subaru Impreza S12B WRC 07         | A8                | 4:02:25,8         | + 5:08,6          | 3                 |
| 6.                | 6                 | Stéphane Prévot          | Subaru World Rally Team            | C                 |                   | + 3:03,0          | 3                 |
| 7.                | 10                | Henning Solberg          | Ford Focus RS WRC 07               | A8                | 4:03:18,2         | + 6:01,0          | 2                 |
| 7.                | 10                | Cato Menkerud            | Munchi's Ford WRT                  | C                 |                   | + 52,4            | 2                 |
| 8.                | 16                | Urmo Aava                | Citroën C4 WRC                     | A8                | 4:03:38,5         | + 6:21,3          | 1                 |
| 8.                | 16                | Kuldar Sikk              | World Rally Team Estonia           | A8                |                   | + 20,3            | 1                 |
| 9.                | 12                | Per-Gunnar Andersson     | Suzuki SX4 WRC                     | A8                | 4:05:05,9         | + 7:48,7          |                   |
| 9.                | 12                | Jonas Andersson          | Suzuki World Rally Team            | C                 | 0:10              | + 1:27,4          |                   |
| 10.               | 5                 | Petter Solberg           | Subaru Impreza S12B WRC 07         | A8                | 4:06:58,2         | + 9:41,0          |                   |
| 10.               | 5                 | Phil Mills               | Subaru World Rally Team            | C                 |                   | + 1:52,3          |                   |
| DNF top tien      |                   |                          |                                    |                   |                   |                   |                   |
| Pos.              | #                 | Rijder                   | Auto                               | Gr/kl             | KP                | Reden             | Reden             |
| Pos.              | #                 | Navigator                | Inschrijving                       | C                 | KP                | Reden             | Reden             |
| DNF               | 11                | Toni Gardemeister        | Suzuki SX4 WRC                     | A8                | 15                | Mechanisch        | Mechanisch        |
| DNF               | 11                | Tomi Tuominen            | Suzuki World Rally Team            | C                 | 15                | Mechanisch        | Mechanisch        |
| DNF               | 18                | Andreas Mikkelsen        | Ford Focus RS WRC 06               | A8                | 2                 | Ongeluk           | Ongeluk           |
| DNF               | 18                | Maria Andersson          | Ramsport                           | A8                | 2                 | Ongeluk           | Ongeluk           |
| DNF               | 20                | Peter van Merksteijn sr. | Ford Focus RS WRC 06               | A8                | 2                 | Mechanisch        | Mechanisch        |
| DNF               | 20                | Hilco van Beek           | Van Merksteijn Motorsport          | A8                | 2                 | Mechanisch        | Mechanisch        |
| DNF               | 37                | Simone Bertolotti        | Renault Clio R3                    | A7                | 13                | Ongeluk           | Ongeluk           |
| DNF               | 37                | Daniele Vernuccio        | Simone Bertolotti                  | A7                | 13                | Ongeluk           | Ongeluk           |
| DNF               | 40                | Miloš Komljenović        | Renault Clio R3                    | A7                | 8                 | Ongeluk           | Ongeluk           |
| DNF               | 40                | Aleksandar Jeremić       | AMSK Interspeed Racing Team        | A7                | 8                 | Ongeluk           | Ongeluk           |
| DNF               | 43                | Florian Niegel           | Suzuki Swift S1600                 | A6                | 7                 | Ongeluk           | Ongeluk           |
| DNF               | 43                | André Kachel             | Suzuki Rallye Junior               | A6                | 7                 | Ongeluk           | Ongeluk           |
| DNF               | 45                | Kevin Abbring            | Renault Clio R3                    | A7                | 16                | Stuurinrichting   | Stuurinrichting   |
| DNF               | 45                | Björn Degandt            | KNAF Talent First                  | A7                | 16                | Stuurinrichting   | Stuurinrichting   |
| DNF               | 72                | Peter van Merksteijn jr. | Mitsubishi Lancer Evo IX           | N4                | 3                 | Mechanisch        | Mechanisch        |
| DNF               | 72                | Eddy Chevaillier         | Van Merksteijn Motorsport          | N4                | 3                 | Mechanisch        | Mechanisch        |
| EX                | 73                | Gianluca Linari          | Subaru Impreza WRX STi             | N4                | 13                | Uitgesloten       | Uitgesloten       |
| EX                | 73                | Paolo Gregoriani         | Gianluca Linari                    | N4                | 13                | Uitgesloten       | Uitgesloten       |
| EX                | 75                | Frédéric Sauvan          | Mitsubishi Lancer Evo IX           | N4                | 13                | Uitgesloten       | Uitgesloten       |
| EX                | 75                | Thibaut Gorczyca         | Frédéric Sauvan                    | N4                | 13                | Uitgesloten       | Uitgesloten       |

| JWRC top drie | JWRC top drie      | JWRC top drie |
| Pos.          | Rijder             | Pnt.          |
| ------------- | ------------------ | ------------- |
| 1             | Michał Kościuszko  | 10            |
| 2             | Alessandro Bettega | 8             |
| 3             | Aaron Burkart      | 6             |

## Statistieken

#### Klassementsproeven
| Etappe | Datum  | KP | Starttijd | Naam             | Lengte   | Snelste rijder     | Tijd    | Gem. snelheid | Rallyleider        |
| ------ | ------ | -- | --------- | ---------------- | -------- | ------------------ | ------- | ------------- | ------------------ |
| 1      | 16 mei | 1  | 10:23     | Monte Corvos 1   | 16,43 km | Jari-Matti Latvala | 11:24,3 | 86,44 km/u    | Jari-Matti Latvala |
| 1      | 16 mei | 2  | 10:50     | Crastazza 1      | 33,96 km | Sébastien Loeb     | 23:56,1 | 85,13 km/u    | Sébastien Loeb     |
| 1      | 16 mei | 3  | 12:07     | Terranova 1      | 15,39 km | Sébastien Loeb     | 10:48,3 | 85,46 km/u    | Sébastien Loeb     |
| 1      | 16 mei | 4  | 15:18     | Monte Corvos 2   | 16,43 km | Gigi Galli         | 11:07,3 | 88,64 km/u    | Sébastien Loeb     |
| 1      | 16 mei | 5  | 15:45     | Crastazza 2      | 33,96 km | Sébastien Loeb     | 23:21,4 | 87,24 km/u    | Sébastien Loeb     |
| 1      | 16 mei | 6  | 17:02     | Terranova 2      | 15,39 km | Jari-Matti Latvala | 10:30,9 | 87,82 km/u    | Sébastien Loeb     |
|        |        |    |           |                  |          |                    |         |               | Sébastien Loeb     |
| 2      | 17 mei | 7  | 9:39      | Punta Pianedda 1 | 18,53 km | Jari-Matti Latvala | 11:27,8 | 96,99 km/u    | Sébastien Loeb     |
| 2      | 17 mei | 8  | 10:31     | Monte Lerno 1    | 29,31 km | Jari-Matti Latvala | 19:46,3 | 88,95 km/u    | Sébastien Loeb     |
| 2      | 17 mei | 9  | 11:16     | Su Filigosu 1    | 19,46 km | Jari-Matti Latvala | 12:43,3 | 91,78 km/u    | Sébastien Loeb     |
| 2      | 17 mei | 10 | 14:56     | Punta Pianedda 2 | 18,53 km | Jari-Matti Latvala | 11:09,3 | 99,67 km/u    | Sébastien Loeb     |
| 2      | 17 mei | 11 | 15:48     | Monte Lerno 2    | 29,31 km | Jari-Matti Latvala | 19:19,9 | 90,97 km/u    | Sébastien Loeb     |
| 2      | 17 mei | 12 | 16:33     | Su Filigosu 2    | 19,46 km | Jari-Matti Latvala | 12:25,6 | 93,96 km/u    | Sébastien Loeb     |
|        |        |    |           |                  |          |                    |         |               | Sébastien Loeb     |
| 3      | 18 mei | 13 | 8:10      | Monte Olia 1     | 19,28 km | Mikko Hirvonen     | 14:03,2 | 82,31 km/u    | Sébastien Loeb     |
| 3      | 18 mei | 14 | 8:50      | Sorilis 1        | 18,66 km | Sébastien Loeb     | 13:58,9 | 80,08 km/u    | Sébastien Loeb     |
| 3      | 18 mei | 15 | 11:36     | Monte Olia 2     | 19,28 km | Jari-Matti Latvala | 13:46,2 | 84,01 km/u    | Sébastien Loeb     |
| 3      | 18 mei | 16 | 12:16     | Sorilis 2        | 18,66 km | Mikko Hirvonen     | 13:45,0 | 81,43 km/u    | Sébastien Loeb     |
| 3      | 18 mei | 17 | 14:10     | Liscia Ruja      | 2,69 km  | Jari-Matti Latvala | 1:54,8  | 84,36 km/u    | Sébastien Loeb     |

| KP overwinningen   | KP overwinningen |
| Rijder             | Aantal           |
| ------------------ | ---------------- |
| Jari-Matti Latvala | 10               |
| Sébastien Loeb     | 4                |
| Mikko Hirvonen     | 2                |
| Gigi Galli         | 1                |

## Kampioenschap standen

#### Rijders
|   | Pos. | Rijder             | Pnt. |
| - | ---- | ------------------ | ---- |
| = | 1    | Mikko Hirvonen     | 43   |
| = | 2    | Sébastien Loeb     | 40   |
| = | 3    | Chris Atkinson     | 31   |
| = | 4    | Jari-Matti Latvala | 24   |
| = | 5    | Daniel Sordo       | 21   |

#### Constructeurs
|   | Pos. | Constructeur                       | Pnt. |
| - | ---- | ---------------------------------- | ---- |
| = | 1    | BP Ford Abu Dhabi World Rally Team | 71   |
| = | 2    | Citroën Total WRT                  | 64   |
| = | 3    | Subaru World Rally Team            | 42   |
| = | 4    | Stobart VK Ford Rally Team         | 34   |
| = | 5    | Munchi's Ford WRT                  | 16   |

- Noot: Enkel de top 5-posities worden in beide standen weergegeven.